# The Beguiled (1971)
The Beguiled is een Amerikaanse dramafilm uit 1971 onder regie van Don Siegel. Het scenario is gebaseerd op de roman A Painted Devil (1966) van de Amerikaanse auteur Thomas P. Cullinan. In Nederland werd de film destijds uitgebracht onder de titel De gevangene.
Hoewel de rolprent zich afspeelt in de tijd van de Amerikaanse Burgeroorlog is het geen western, maar veeleer een psychologisch drama in een historisch decor. Het Amerikaanse publiek verwachtte wel een western en was derhalve teleurgesteld in deze film met zijn donkere, seksuele ondertoon. De film oogstte wel veel bijval in Europa, met name in Frankrijk, maar bracht uiteindelijk minder dan een miljoen dollar op.

## Verhaal
Terwijl in de verte een van de veldslagen van de Amerikaanse Burgeroorlog ten einde loopt, zoekt de twaalfjarige Amy paddenstoelen in het bos naast haar school. Het meisje stuit plotseling op een zwaargewonde soldaat van het Noordelijke leger, korporaal John McBurney. Amy helpt de man, die ze liefdevol 'McB' noemt, naar de school. De directrice van de school, Martha Farnsworth, is weinig ingenomen met de komst van een man, ook al is hij gewond, bij haar meisjes. Maar een gewonde moet geholpen worden, ook al behoort McBurney tot de Noordelijken, de vijand. Dus verzorgt Farnsworth de verwondingen van de korporaal en sluit hem op in een kamertje. De slavin van de school, Hallie, ziet het allemaal met verwondering aan. Ze denkt aan de tijd dat haar meesteres een incestueuze verhouding had met haar broer Miles, en ziet dat Farnsworth niet van plan is de Zuidelijke soldaten te waarschuwen vanwege de Noordelijke gevangene. Het enige wat Martha behoeft te doen is namelijk een blauwe zakdoek aan het hek te hangen. Geen van de meisjes in de school gelooft de verklaring van de directrice dat McBurney zal sterven als hij vervoerd moet worden. McBurny begrijpt dat hij maar nauwelijks is ontsnapt aan een Zuidelijk krijgsgevangenkamp en hij probeert de meisjes in de school te vriend te houden om zo lang mogelijk uit de handen van de vijand te blijven. Voor de vrouwen en meisjes maakt de aanwezigheid van een man in hun midden hun latente seksuele gevoelens los. Ook komen de lesbische gevoelens van Martha voor haar assistente, Edwina Dabney, los, al weet ze die te onderdrukken. Ze is kortaf tegen McBurney die ook haar probeert in te palmen. Hij vertelt haar een leugen door zich voor te doen als quaker die in zijn poging een zuidelijke soldaat te helpen, zelf gewond raakte. Martha slikt het verhaaltje aanvankelijk tot ze ziet dat de korporaal wel erg veel van wijn houdt, terwijl quakers geacht worden geen alcohol te drinken. Toch krijgt McBurney wat meer bewegingsvrijheid en met behulp van krukken kan hij wat werk doen op de boerderij van de school. De vrouwen en meisjes raken meer en meer onder zijn invloed en de korporaal vrijt met iedereen, hetgeen al snel leidt tot extreme jaloezie. Een van de meisjes is zo boos over McBurneys ontrouw dat ze een blauwe zakdoek aan het hek hangt. Martha weet echter de Zuidelijke soldaten die McBurney willen ophalen af te poeieren. Niet lang daarna vrijen zij en McBurney op gepassioneerde wijze. Later heeft de korporaal seks met een van de meisjes, Carol. Ze worden betrapt door Edwina, die het hele huis bij elkaar gilt en ervoor zorgt dat McBurney van de trap valt. Een jaloerse Martha besluit dat het been van McBurney moet worden afgezet om te voorkomen dat er koudvuur ontstaat. Als McBurney wakker wordt zonder been is hij woest en Martha laat hem weer opsluiten. Als hij hoort dat er Noordelijke troepen in de buurt zijn, weet de korporaal te ontsnappen. Hij bedreigt de meisjes met Martha's pistool en eist dat hij alle vrouwen in de school mag bezitten, anders zal hij de Noordelijken waarschuwen. Als niemand reageert trekt McBurney zich terug in de kelder, waar hij stomdronken raakt. De meisjes vragen aan Martha om McBurney te doden, maar zij zegt alleen dat de korporaal weg moet. Iedereen gaat aan het werk om nog een goed afscheidsmaal klaar te maken met paddenstoelen. Tijdens het eten is McBurney gekalmeerd en biedt zijn excuses aan. Hij kondigt aan de volgende morgen te vertrekken en de Noordelijken te vragen om de school te beschermen. Terwijl hij eet en praat ziet McBurney niet dat niemand verder van de paddenstoelen eet. Als Edwina een hapje wil nemen, schreeuwt Martha haar toe daarmee op te houden. Voor Edwina kan reageren, begint McBurney duizelig te worden. Even later stort hij dood neer. Martha zweert dat de paddenstoelen goed waren en dat de korporaal is overleden aan een hartaanval.

## Rolverdeling
| Acteur              | Personage                |
| ------------------- | ------------------------ |
| Clint Eastwood      | John McBurney            |
| Geraldine Page      | Martha                   |
| Elizabeth Hartman   | Edwina                   |
| Jo Ann Harris       | Carol                    |
| Darleen Carr        | Doris                    |
| Mae Mercer          | Hallie                   |
| Pamelyn Ferdin      | Amy                      |
| Melody Thomas Scott | Abigail                  |
| Peggy Drier         | Lizzie                   |
| Patricia Mattick    | Janie                    |
| Charlie Briggs      | Geconfedereerde kapitein |
| George Dunn         | Sam Jefferson            |
| Charles Martin      | Geconfedereerde kapitein |
| Matt Clark          | Scrogins                 |
| Patrick Culliton    | Lukes Farnwoth           |

## Achtergrond

### Scenario
In juli 1968 kocht Universal de rechten van de roman The Beguiled  van Thomas Cullinan. Filmproducent Jennings Lang liet het boek aan Eastwood lezen die gelijk verkocht was. Scenarist Albert Maltz ging aan het werk en bewerkte het boek tot een romantische komedie. Vervolgens nam scenariste Irene Kamp het over en met behulp van Claude Traverse werd het scenario herschreven tot een meer duister verhaal vol met onderdrukte seksualiteit. Albert Maltz weigerde zijn naam onder de film te zetten en nam het pseudoniem John D. Sherry aan, later deed Irene Kamp hetzelfde en op de aftiteling werd haar naam vervangen door het pseudoniem Grimes Grice. Maltz had de film laten eindigen met de vlucht van McBurney met een van de meisjes. Maar zowel Eastwood als Siegel vonden dit niet stroken met de toon van de film en ze lieten Kamp het einde herschrijven.

### Acteurs
Clint Eastwood wilde graag het personage van McBurney spelen, juist omdat de rol zo ver afstond van de rollen van de naamloze wreker uit zijn westerns. In plaats van een sigaarkauwende wreker met amper tekst speelt Eastwood in The Beguiled een man die liegt, bedriegt en charmeert om te voorkomen dat hij in krijgsgevangenschap komt. Hoewel de film speelt ten tijde van de Amerikaanse Burgeroorlog (1861-1865) is het geen western en speelt Eastwood ook geen cowboy of revolverheld. Hij is een korporaal uit het Noordelijke leger die er het beste van probeert te maken tussen de vrouwen en meisjes van een meisjesschool. Zijn tegenspeelster is Geraldine Page, die een oudere vrouw speelt, hoewel ze maar zes jaar ouder was dan Eastwood tijdens de opnamen. Regisseur Siegel wilde eigenlijk Jeanne Moreau, maar Universal sprak zijn veto hierover uit.

### Productie
Het was de bedoeling dat The Beguiled zou worden opgenomen op de buitenterreinen van de Disney Studios Ranch, maar Don Siegel kon Universal ervan overtuigen dat het goedkoper was de opnamen te maken op een landgoed in de buurt van Baton Rouge in Louisiana. De opnamen begonnen in april 1970 en namen tien weken in beslag. Zowel Eastwood als Siegel hielden ervan om snel en doeltreffend te filmen, zonder het budget te overschrijden. Een deel van de opnamen werd gemaakt in de Universal Studios zelf. Tot ongenoegen van Siegel sneed Universal hier en daar in de film. Zo werd de amputatiescène ingekort nadat het publiek bij vertoningen misselijk werd van de getoonde beelden.

## Ontvangst
Volgens Siegel was The Beguiled een film gebaseerd op onderwerpen als seks, geweld, wraak en de 'wens van vrouwen om mannen te castreren'. Het was geen western, en geen film met Clint Eastwood als de huurling, de wreker die met weinig tekst en veel geweld orde op zaken stelt. Het publiek verwachtte dit wel, maar kreeg in plaats daarvan een donkere bijna horrorachtige film, waarin Eastwood gevangen wordt gehouden door twee vrouwen en verschillende meisjes. De verschillende personages zijn in vertelstemmen te horen, terwijl het voortdurend gebruik van terugblikken de verhaallijn niet duidelijk maakt. Ook zijn er droomscènes, zoals de droom van Martha over een trio tussen haar, McBurney en Edwina. Eastwood heeft duidelijk geen controle over de vrouwen in de film en volgens producent Jennings Lang mislukte de film met name omdat de acteur zijn mannelijke uitstraling verliest in de film. Het kunstzinnige aspect sprak wel kijkers in Italië en Frankrijk aan, maar in de VS werd The Beguiled een misser. Zelfs distributeur Universal had moeite met de inhoud en probeerde er nog iets van te maken met slogans als 'Zijn liefde..of zijn leven..'. Eastwood was woedend over het gebrek aan reclame van Universal en het zou lange tijd duren voor hij weer een film voor de studio zou maken. Uiteindelijk bracht de film nog geen miljoen dollar op.